# Orbital 2
Orbital 2 (noto anche come Brown Album) è il secondo album in studio del gruppo musicale inglese Orbital, pubblicato durante il mese di maggio del 1993.

## Descrizione
A differenza dell'album d'esordio, Orbital 2 presenta una musica decisamente più complessa, composta da ritmi ed arrangiamenti che si differenziano notevolmente dal loro primo lavoro.
L'album inizia con il campionamento vocale (tratto da Star Trek: The Next Generation) che apre anche il loro primo album. Phil Hartnoll e Paul Hartnoll inserirono questa traccia per prendersi gioco di tutti i loro ascoltatori, anche se solo per pochi secondi, facendo credere a costoro di aver comprato un errore di stampa.
La seconda traccia, Planet of the Shapes, contiene un campionamento (tratto dal film Shakespeare a colazione, diretto da Bruce Robinson) che dice: "even a stopped clock tells the right time twice a day", ovvero "anche un orologio fermo dice l'ora esatta due volte al giorno"". Nell'incipit di questa canzone vengono riprodotti i classici suoni di un disco in vinile rovinato o non funzionante; i due fratelli di Sevenoaks vollero burlarsi di tutti coloro i quali comprarono l'edizione in vinile dell'album, molti dei quali credettero di aver acquistato un'unità difettosa.

## Tracce
Tutte le tracce sono state composte dagli Orbital. Nelle edizioni in cassetta, Planet of the Shapes era intitolata Planet of the Tapes, ma la traccia è identica.
1. Time Becomes – 1:43
2. Planet of the Shapes – 9:36
3. Lush 3-1 – 5:39
4. Lush 3-2 – 4:40
5. Impact (The Earth Is Burning) – 10:27
6. Remind – 7:57
7. Walk Now… – 6:48
8. Monday – 7:05
9. Halcyon + On + On – 9:28
10. Input Out – 2:11